# Station Benfeld
Station Benfeld is een spoorwegstation in de Franse gemeente Benfeld. Het wordt bediend door treinen van de TER Grand-Est.
Het stationsgebouw, op dat moment het oudste van Frankrijk, werd in 2022 afgebroken.